# Felipe de Vigarny

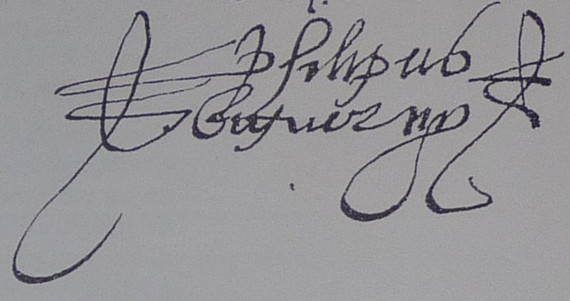
Podpis artysty (łac. Philipus Biguerny)

Felipe de Vigarny, znany również jako Felipe Biguerny, Felipe Bigarny lub Felipe de Borgoña (ur. ok. 1475 w Langres, zm. 10 listopada 1542 w Toledo) – hiszpański rzeźbiarz i architekt, jeden z przedstawicieli stylu zwanego plateresco. Twórca rzeźb w katedrach miast Grenada i Toledo, zaprojektował kopułę katedry w Burgos.